# フッ化カルシウム
フッ化カルシウム (フッかカルシウム、calcium fluoride) はカルシウムとフッ素からなる無機化合物で、組成式 CaF2、白色のイオン結晶。天然では蛍石として産出し、フッ素化合物の原料となる。

## 性質
水、アセトンに不溶。酸への溶解性は低い。
濃硫酸と反応し、フッ化水素と硫酸カルシウムを生成する。
{\displaystyle {\ce {CaF2\ + H2SO4 -> CaSO4\ + 2HF}}}

## 製造

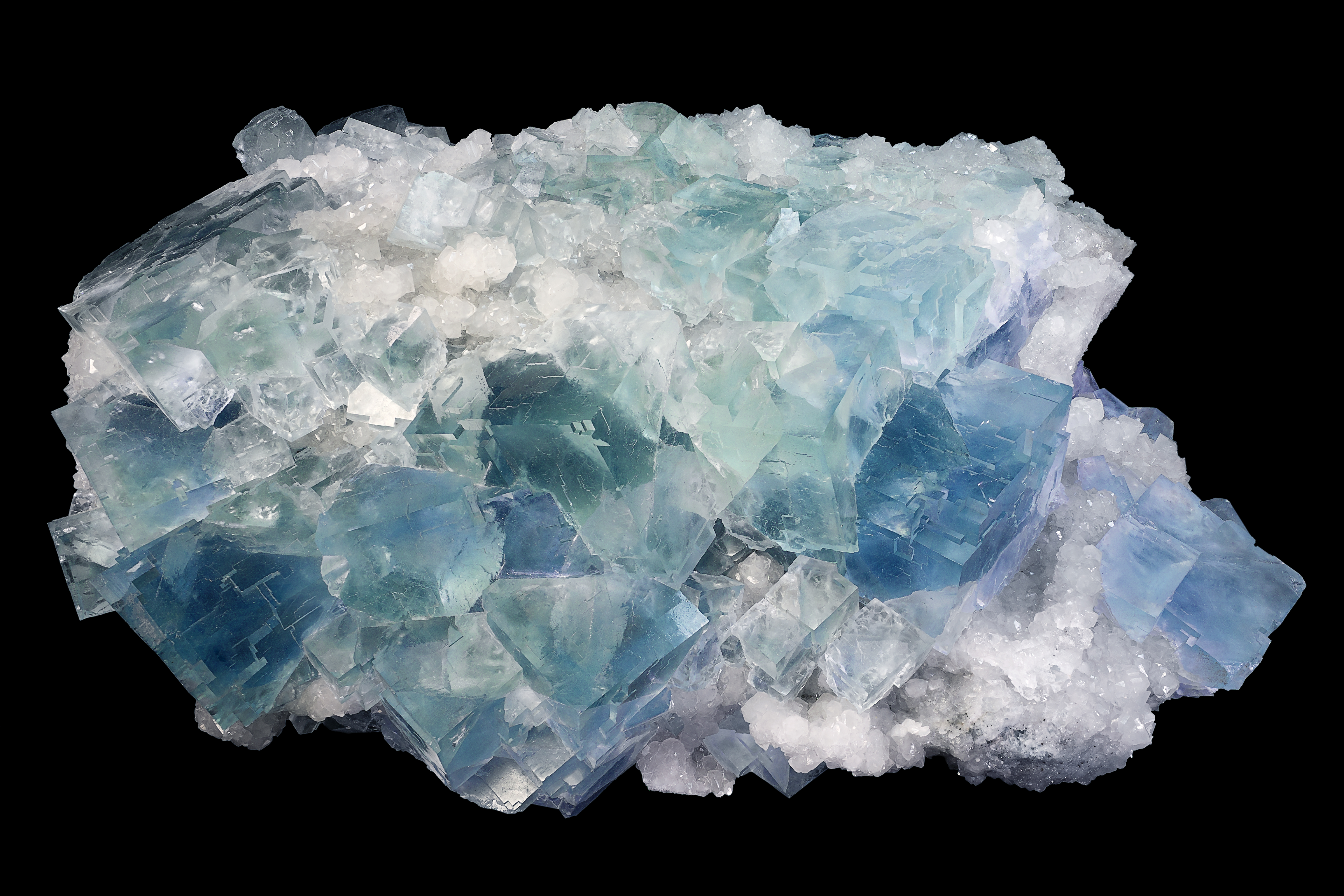
蛍石の結晶

天然のフッ化カルシウムである蛍石は比較的豊富に存在するが、不純物を含む問題がある。高純度で品位の安定したフッ化カルシウムは、炭酸カルシウムにフッ化水素酸（フッ酸）を反応させる方法で作られる。
{\displaystyle {\ce {CaCO3\ + 2HF -> CaF2\ + CO2\ + H2O}}}
岩谷産業と上田石灰製造は、造粒した炭酸カルシウムに気体のフッ化水素を反応させる方法で蛍石の人工合成に成功し、工業化を進めている。

## 利用
蛍石は、フッ素化合物の原料として重要であるほか、古くから製鉄などにおいて融剤として用いられてきた。現在では光学レンズの原料として、望遠鏡や写真レンズ（特に望遠）などで、高性能化のための特殊材料としてキーパーツとなっている。他に、セラミックスのフィラーとしても使われる。
高純度のフッ化カルシウム結晶は、紫外線から可視光線、赤外線まで幅広い波長の光（130nm～8μm）を透過することから、光学材料としてレンズや窓板等、多様な用途に使用されている。また、色分散が小さく、さらに一般的な光学ガラスと傾向が違う（異常部分分散）という特性を持つため、これを組み合わせてレンズを作ると色収差が非常に小さい、すなわち広い波長域にわたって焦点距離の差のない極めて安定した光学性能が得られる（蛍石レンズ）。